# Łukasz Chlewicki
Łukasz Chlewicki (ur. 24 stycznia 1979 we Włocławku) – polski judoka, zawodnik MMA wagi lekkiej, oraz trener klubu Grappling Kraków. Wieloletni zawodnik KSW.

## Życiorys
Łukasz Chlewicki swoją przygodę ze sportami walki rozpoczął w wieku 11 lat. W tym czasie trafił na zajęcia judo. Po latach treningów zdobył czarny pas w tej dyscyplinie. Był również zawodnikiem kadry Polski juniorów i seniorów, medalistą mistrzostw Polski oraz uczestnikiem mistrzostw świata i Europy juniorów. Później do swoich treningów dołożył brazylijskie jiu-jitsu i boks, dzięki czemu złączył dyscypliny w jedną całość i przeszedł do zawodowego MMA.

## Kariera MMA

### Wczesna kariera
W mieszanych sztukach walki zadebiutował 19 września 2004 roku na gali Colosseum 3. Wygrał wtedy decyzją sędziów z Marcinem Assmanem.
15 stycznia 2005 roku wziął udział w ośmioosobowym turnieju organizowanym przez KSW. W ćwierćfinale przegrał z Jackiem Buczko.
15 października 2005 roku wziął udział w ośmioosobowym turnieju na gali MMA Sport 3. Pokonał w nim Czechów: Andre Reindersa i Bohumila Lungrika.
3 grudnia 2005 roku na gali The Cage Vol. 4: Redemption w Helsinkach przegrał z przyszłym zawodnikiem UFC, Brazylijczykiem Demianem Maia.
11 grudnia 2010 roku na gali Angels of Fire: Exclusive w Płocku wrócił do startów w MMA po 5-letniej przerwie. Jego oponentem był Jordan Błoch, z którym wygrał już w pierwszej rundzie.
4 czerwca 2011 roku na gali Pro Fight 6 pokonał Litwina Mindaugasa Baranauskasa.
26 maja 2012 roku na gali Draka 7 we Władywostoku wygrał jednogłośną decyzją sędziowską z Rosjaninem Sergejem Korchaginem.

### Fighters Arena i walka dla Cage Warrios
Od września 2012 roku związany był z polską federacją Fighters Arena. 29 września na gali Fighters Arena 3: Powrót wygrał jednogłośną decyzją sędziowską z Amerykaninem Dannym Taylorem.
24 listopada na gali Fighters Arena 4: Atak zremisował z Brazylijczykiem Vitorem Nóbregą.
20 kwietnia 2013 roku na Fighters Arena 7 w Sieradzu pokonał przez techniczny nokaut w pierwszej rundzie Czecha Michala Kozmera.
20 lipca 2013 roku na gali Cage Warriors Fighting Championship 57 przegrał z Anglikiem Paulem Daleyem.

### KSW

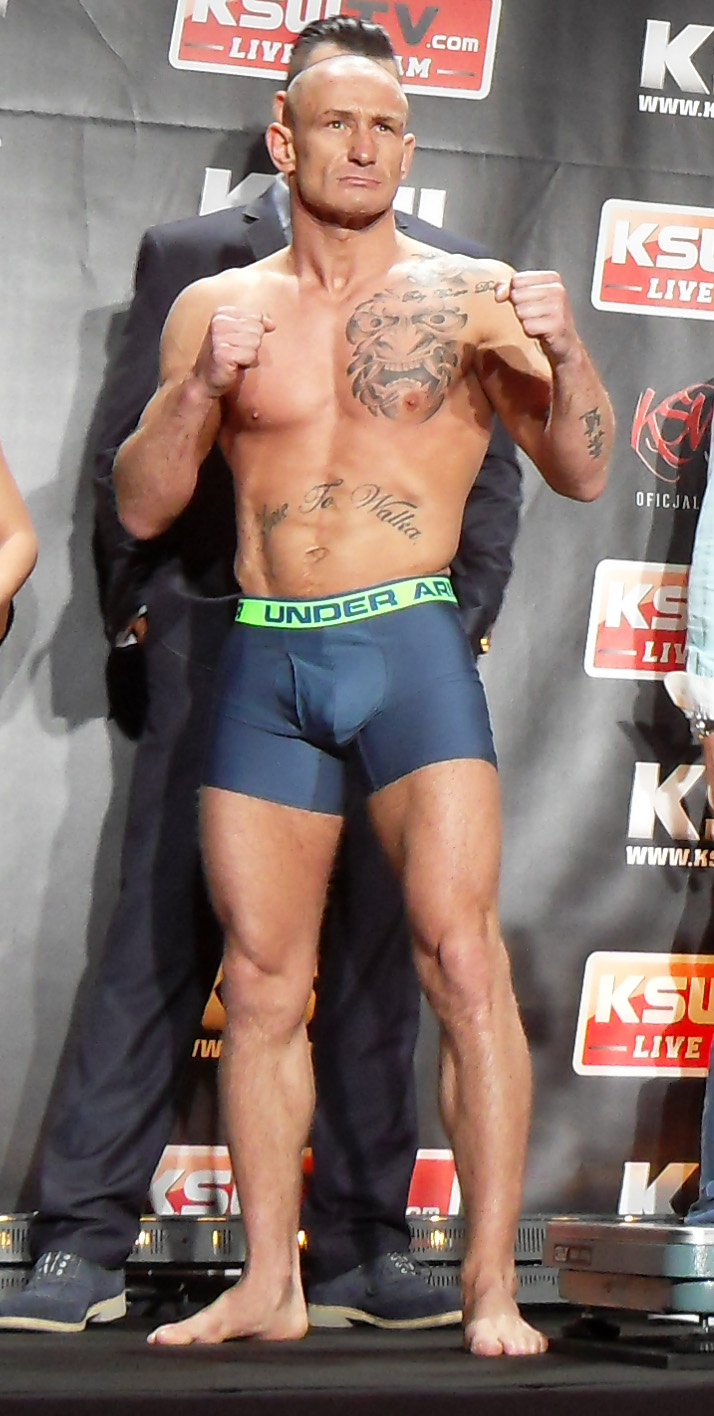
Chlewicki podczas ważenia przed KSW 27

W kwietniu 2014 roku ogłoszono, że Chlewicki podpisał kontrakt z polską organizacją KSW. Debiut dla nowego pracodawcy odnotował 17 maja podczas gali KSW 27: Cage Time w Ergo Arenie. Jego rywalem był wywodzący się z kickboxingu, Łukasz Rajewski. Zwyciężył przez jednogłośną decyzję sędziowską.
W drugiej walce dla polskiego giganta zmierzył się z niepokonanym dotąd Mateuszem Gamrotem na gali KSW 29: Reload. Przegrał jednogłośnie na punkty z młodszym rywalem.
28 listopada 2015 roku podczas KSW 33: Materla vs. Khalidov miał zawalczyć z Jakubem Kowalewiczem. W październiku organizacja poinformowała o zmianie w karcie walk i nowym rywalu Chlewickiego, którym miał zostać Grzegorz Szulakowski. W późniejszym czasie Szulakowski musiał wycofać się z pojedynku, z powodu kontuzji, a na jego miejsce wszedł Bartłomiej Kurczewski. Chlewicki w walce okazał się być zawodnikiem bardziej agresywnym i skuteczniejszym, szczególnie w klinczu, dzięki czemu zwyciężył u sędziów werdyktem jednogłośnym.
Oczekiwano, że 27 maja 2016 na wydarzeniu KSW 35: Khalidov vs. Karaoglu zmierzy się z Marifem Pirajewem. W późniejszym czasie organizacja poinformowała, że Rosjaninowi cofnięto pozwolenie na wjazd do Polski z powodu jego  obowiązków do spełnienia w jednostce. W rezultacie nowym rywalem Chlewickiego został Anglik, Azi Thomas. Chlewicki zdominował nowego rywala w parterze i wygrał z nim jednogłośnie na punkty.
3 grudnia 2016 na KSW 37: Circus of Pain w Krakowie stoczył walkę z Mansourem Barnaouim. Przegrał przez TKO w pierwszej rundzie, kiedy to pojedynek został przerwany przez lekarza wskutek rozcięcia na głowie Chlewickiego.
W walce wieczoru następnej, 38 edycji gali KSW zadebiutował w wadze piórkowej, mierząc się z Arturem Sowińskim. Przegrał przez poddanie trójkątem nogami w pierwszej rundzie.
W kolejnej walce powrócił do wagi lekkiej, mierząc się z Paulem Redmondem na gali KSW 40 w stolicy Irlandii. 22 października 2017 na tym wydarzeniu odniósł trzecią porażkę z rzędu, przegrywając z lokalnym rywalem niejednogłośną decyzją sędziowską.

## Osiągnięcia

### Judo[37]
- Czarny pas Judo
- Instruktor Sportu w Judo
- Były zawodnik Kadry Polski Judo Juniorów i Seniorów
- Wielokrotny medalista Mistrzostw Polski Judo we wszystkich kategoriach wiekowych
- Uczestnik Mistrzostw Świata i Mistrzostw Europy juniorów w Judo
- I, II m. BJJ Polska Submission Wrestling 2003

### Mieszane sztuki walki[38]
- 2005: KSW 3 – ćwierćfinalista turnieju
- 2005: MMA Sport 3 – ćwierćfinalista turnieju
- 2005: MMA Sport 3 – półfinalista turnieju

## Lista zawodowych walk w MMA
| Wynik     | Bilans | Przeciwnik (bilans przed walką) | Rozstrzygnięcie                 | Runda | Czas | Rozgrywki                              | Data       | Miejsce       | Uwagi                                    |
| --------- | ------ | ------------------------------- | ------------------------------- | ----- | ---- | -------------------------------------- | ---------- | ------------- | ---------------------------------------- |
| Przegrana | 14-8-1 | Norman Parke (23-6-1)           | Decyzja (jednogłośna)           | 3     | 5:00 | KSW 43: Soldić vs. du Plessis          | 14.04.2018 | Wrocław       |                                          |
| Przegrana | 14-7-1 | Paul Redmond (12-6)             | Decyzja (niejednogłośna)        | 3     | 5:00 | KSW 40: Dublin                         | 22.10.2017 | Dublin        |                                          |
| Przegrana | 14-6-1 | Artur Sowiński (18-8. 2 NC)     | Poddanie (duszenie trójkątne)   | 1     | 1:51 | KSW 38: Live in Studio                 | 07.04.2017 | Sękocin Nowy  | Main Event, Debiut w kategorii piórkowej |
| Przegrana | 14-5-1 | Mansour Barnaoui (12-4)         | TKO (przerwanie przez lekarza)  | 1     | 3:09 | KSW 37: Circus of Pain                 | 03.12.2016 | Kraków        |                                          |
| Wygrana   | 14-4-1 | Azi Thomas (7-1)                | Decyzja (jednogłośna)           | 3     | 5:00 | KSW 35: Khalidov vs. Karaoglu          | 27.05.2016 | Gdańsk/Sopot  |                                          |
| Wygrana   | 13-4-1 | Bartłomiej Kurczewski (9-5)     | Decyzja (jednogłośna)           | 3     | 5:00 | KSW 33: Materla vs. Khalidov           | 28.11.2015 | Kraków        |                                          |
| Przegrana | 12-4-1 | Mateusz Gamrot (7-0)            | Decyzja (jednogłośna)           | 3     | 5:00 | KSW 29: Reload                         | 06.12.2014 | Kraków        |                                          |
| Wygrana   | 12-3-1 | Łukasz Rajewski (2-0)           | Decyzja (jednogłośna)           | 3     | 5:00 | KSW 27: Cage Time                      | 17.05.2014 | Gdańsk/Sopot  |                                          |
| Wygrana   | 11-3-1 | Vaso Bakočević (14-5-1)         | Decyzja (jednogłośna)           | 3     | 5:00 | PLMMA 29                               | 15.03.2014 | Legionowo     | Debiut w wadze lekkiej                   |
| Przegrana | 10-3-1 | Paul Daley (32-12-2)            | TKO (zatrzymanie przez lekarza) | 1     | 5:00 | Cage Warriors Fighting Championship 57 | 20.07.2013 | Liverpool     |                                          |
| Wygrana   | 10-2-1 | Michal Kozmer (8-3)             | TKO (ciosy pięściami)           | 1     | 2:11 | Fighters Arena 7                       | 20.04.2013 | Sieradz       |                                          |
| Remis     | 9-2-1  | Vitor Nóbrega (12-6)            | Remis                           | 3     | 5:00 | Fighters Arena 4: Atak                 | 24.11.2012 | Włocławek     |                                          |
| Wygrana   | 9-2    | Danny Taylor (1-3)              | Decyzja (jednogłośna)           | 3     | 5:00 | Fighters Arena 3: Powrót               | 29.09.2012 | Łódź          |                                          |
| Wygrana   | 8-2    | Siergiej Korczagin (3-2)        | Decyzja (jednogłośna)           | 3     | 3:00 | Draka 7                                | 26.05.2012 | Władywostok   |                                          |
| Wygrana   | 7-2    | Mindaugas Baranauskas (5-0)     | TKO (ciosy pięściami)           | 1     | 4:50 | Pro Fight 6                            | 04.06.2011 | Włocławek     |                                          |
| Wygrana   | 6-2    | Jordan Błoch (5-3)              | TKO (ciosy pięściami)           | 1     | 3:48 | Angels of Fire: Exclusive              | 11.12.2010 | Płock         |                                          |
| Przegrana | 5-2    | Demian Maia (1-0)               | Poddanie (balacha)              | 1     | 4:22 | The Cage Vol. 4: Redemption            | 03.12.2005 | Helsinki      |                                          |
| Wygrana   | 5-1    | Bohumil Lungrik (7-1)           | TKO (poddanie przez narożnik)   | 2     | ?    | MMA Sport 3                            | 15.10.2005 | Warszawa      | Półfinał turnieju                        |
| Wygrana   | 4-1    | Andre Reinders (3-0-1)          | Decyzja                         | 1     | 5:00 | MMA Sport 3                            | 15.10.2005 | Warszawa      | Ćwierćfinał turnieju                     |
| Wygrana   | 3-1    | Vadim Hromych (1-4)             | KO                              | 1     | ?    | Outsider Cup – Freefight Romania       | 11.06.2005 | ?             |                                          |
| Wygrana   | 2-1    | Jacek Felisiak (0-0)            | Poddanie (balacha)              | 1     | ?    | MMA Sport 1                            | 18.03.2005 | Warszawa      |                                          |
| Przegrana | 1-1    | Jacek Buczko (6-2)              | Decyzja (jednogłośna)           | 3     | 5:00 | KSW 3                                  | 15.01.2005 | Warszawa      | Ćwierćfinał turnieju                     |
| Wygrana   | 1-0    | Marcin Assman (0-0)             | Decyzja                         | 2     | 5:00 | Colosseum 3                            | 19.09.2004 | Bielsko-Biała | Debiut w MMA                             |